# Enric Morera i Viura
Enric Morera i Viura (Barcellona, 22 maggio 1865 – Barcellona, 11 marzo 1942) è stato un compositore spagnolo scrittore di opere, di musica scenica, di sinfonie, cori, concerti e una Messa di requiem, ma è conosciuto principalmente per le sardane, "coralli" come La Santa Espina, Les fulles seques, La sardana de les monges e L'Empordà. La sua opera s'inizia dall'estetica neoromantica fino al nazionalismo musicale catalano.
Compositore prolifico, scrisse più di cinquanta partiture, diverse sinfonie, poemi coralli, originali sardane, 56 delle quali per la cobla, e una minima parte, per il coro. Il fondo personale d'Enric Morera è conservato presso la Biblioteca de Catalunya.

## Biografia

### Formazione musicale e primo viaggio a Barcellona
Nasce in Spagna, a Barcellona il 22 maggio 1865 nella strada della Cometa. Suo padre, musicista, nel 1867, decise di emigrare in Argentina, a Buenos Aires. Ottenne un posto al Teatro Alcázar come contrabbassista e, al fuori dal lavoro come insegnante di pianoforte. Fu il padre il suo primo insegnante di musica, riconoscendo nel figlio un grande talento nell'imparare velocemente solfeggio e pianoforte. Più tardi un altro maestro gli insegnò a suonare il violino.
Nel 1881, la famiglia Morera fece ritorno a Barcellona. Trovarono per Enric un nuovo maestro di musica, il professor Tolosa, insegnante di pianoforte, violino e armonia musicale. Durante questo periodo, dopo aver suonato ad un concerto presso un Liceo Musicale, venne notato dal pianista Isaac Albéniz, docente della scuola, che, per qualche mese gli insegna pianoforte. Con il tempo la relazione discepolo-maestro si trasformò in un'autentica amicizia. Dopo il trasferimento del maestro Albeniz all'estero, Enric ricercò altri due professori, il famoso pianista Carles Gumersind Vidiella i Estaba, e il violinista Cioffi. Più avanti, Enric Morera ritornerà in Argentina, nella città di Córdoba, dove lavorerà sia come professore di musica che nei caffè e nei teatri.

### Soggiorno a Bruxelles
All'età di vent'anni, Enric riuscì a trasferirsi in Belgio, nella capitale Bruxelles: "Dopo due anni di sacrifici sono riuscito a risparmiare qualche centinaio di pesos. Con il permesso dei miei genitori, colmo di entusiasmo, gioia, e assetato di musica, quale fonte di acqua fresca, mi imbarco per l'Europa, deciso a migrare a Bruxelles"
Nella capitale belga, studiò armonia col professor Felip Fiévez, ma senza potersi diplomare al Conservatorio. Nonostante ciò, conobbe eminenti musicisti di quel paese: Paul Gilson, Dupont, Eugène Ysaÿe, François-Auguste Gevaert, Edgard Tinel, con alcuni dei quali strinse una profonda amicizia.

### Ritorno a Barcellona
Dopo cinque anni di studi in Belgio, nel 1890 decise di tornare a Barcellona. Questa data segna la fine della prima fase nella carriera di musicista di Enric Morera, periodo durante il quale viene a contatto, sia con la musica primitiva degli Inca e di altre etnie sudamericane, che con nuove correnti musicali presenti in Belgio.
Nel 1893 Enric Morera a Barcellona era conosciuto grazie ad una composizione orchestrale intitolata "Dansa del gnoms", presentata alla veterana "Associació Musical ".
Il successo giunse grazie al poema sinfonico Introducció a l'Atlàntida, ispirato dall'estro poetico di Don Cinto Verdaguer. Da quel momento in poi, diversi poeti e drammaturghi cercarono la collaborazione di Morera, soprattutto Àngel Guimerà i Jorge.
Nel 1895 fonda la Societat Coral Catalunya Nova, formata da "cantanti operai", e per diversi anni ha diretto la "Asociación Euterpense". Per questa ragione, scrisse diverse opere per coro, come La musa del travall: cançó del obrer corista, autore del testo di M. Casanovas, o Himne de nostra parla autore del testo, Guimerà. Ha contribuito ad armonizzare diverse canzoni popolari catalane, come ad esempio Sota de l'om, Muntanyes del Canigó, Sant Ramon, El rossinyol o Els segadors.
Parallelamente, si relaziona con un gruppo modernista catalano, frequentando spesso la località di Sitges, nella quale conobbe il più importante poeta del movimento, Santiago Rusiñol i Prats, con il quale strinse amicizia, e nel 1898, gli scrisse L'alegria que passa. Enric, dal canto suo, aveva presentato nel 1897 l'opera La fada nel Teatro del Prado de Sitges, dramma lirico con libretto di Jaume Massó i Torrents, nel periodo delle feste moderniste di Sitges.

### Teatro lirico catalano
Fu anche tra i fondatori del Teatre Líric Català. Scrisse la musica per La nit de l'amor, di Rusiñol, che includeva una sardana corale, molto apprezzata. Pubblicò un Tractat d'harmonia e, durante un soggiorno infruttuoso a Madrid, scrisse la sardana Enyorança. Di ritorno in Barcellona, presse parte negli Espectacles i Audicions Graner, con musica di scena per opere come El comte Arnau(1905), di Josep Carner, La Santa Espina(1907), d'Àngel Guimerà, la cui sardana è una delle sue opere meglio riuscite, e anche Don Joan de Serrallonga, con libretto di Víctor Balaguer. Presentò nel Liceu l'opera, Empòrium(1906), con libretto di Eduard Marquina, e l'opera lirica in tre atti Bruniselda (1906).
Nel 1909 ritorna in Argentina per realizzare il vecchio sogno di suo padre. Fu incaricato di comporre l'Himno a la Patria per commemorare il centenario dell'indipendenza dell'Argentina. Nel 1911 ritorna a Barcellona, dove viene nominato vicedirettore de l'Escola Municipal de Música di Barcellona fino al suo pensionamento. Notevole fu la sua influenza su molti giovani musicisti, fra cui Xavier Montsalvatge i Bassols, Pere Enric de Ferrán, Jaume Pahissa i Jo, Josep Guinart o Jaume Llobet.

## Caratteristiche e influenze
Enric Morera fu il musicista più dotato per il dramma e colui che meglio sviluppò gli ideali del teatro lirico modernista. Fu anche il più deciso difensore dei fondamenti del teatro lirico in catalano, con la collaborazione dei più eminenti librettisti del momento, soprattutto per la sua capacità di evocazione. Per questo talentuoso artista, l'attività lirica non consisteva soltanto nel ripetere gli stessi schemi del genere spagnolo, ma configurare una tipologia d'opera, che, avvicinandosi agli ideali teatrali della moda wagneriana, si occupassero di tutte le componenti che definivano le sue opere. La partitura non doveva essere, quindi, l'unico aspetto di cui tenere conto, ma sentiva il dovere di offrire spettacoli completi e di alto livello artistico.
La musica post-romantica tedesca contrassegnò essenzialmente il temperamento d'Enric Morera, che compose la maggior parte delle sue opere, imbevuto del credo di Wagner, desideroso di assimilare le sue costanti liriche e la sua originale costruzione sonora. La permanenza nei concerti di testi wagneriani è sempre stata difficile e forzata, mentre che le sue sardane radianti non hanno mai avuto bisogno di alcun incentivo speciale per soggiornare ad un livello sempre crescente di stima e popolarità.
Davant la Verge, Planyívola, La nit de l'amor, La Santa Espina e molti altri, sono esempi di come il compositore, con il suo estro, fu in grado di rivitalizzare una tradizione mantenuta fino ad allora da musicisti con scarsa formazione tecnica, tradizione che, nella facilità di scrittura di Morera, trovò l'opportunità di perpetuarsi senza perdere la sua essenza in un linguaggio vivo, diretto e naturale. È ancora un più convincente esempio di adozione sincera della lirica popolare fu il trittico corale formato dalle composizioni, Les fulles seques, La sardana de les monges e Empordà i Rosselló, molto apprezzate anche per i testi dei poeti Guimerà e Maragall. In queste tre poesie, il senso descrittivo e la ricchezza armonica non vengono più considerate un'arte minore, situando Morera tra i compositori che hanno saputo tradurre in modo più diretto sentimento popolare del suo tempo.
Le sue sardane scritte per la cobla, spesso strumentate per Josep Serra i Bonal e presentate per la cobla, La Principal de Peralada, rappresentano una nell'immaginario sociale il sentimento patriottico catalano: Baixant de la font del gat, Serra amunt, La font de l'Albera, Davant la Verge, Festa major e La nostra Roser, quest'ultima del 1940.

## Opere

### Canzoni
- Cançons populars catalanes harmonitzades[32] - 1910
- Cançons de carrer[33]- 1926, su poesie di Josep Maria de Sagarra
- La cançó dels catalans[34] - 1930
- Dotze cançons del Llibre de la Pàtria[35] - 1936, parole di Josep Vives i Miret

### Messe
- Missa de rèquiem[36]- 1899

### Musica scenica

#### Opere
- La fada[16] - 1897, libretto di Massó i Torrents, presentata a Sitges, nelle "Festes Modernistes"
- Empòrium[23] - 1906, presentata nel Gran Teatre del Liceu
- Bruniselda - 1906, presentata nel Gran Teatre del Liceu
- Titaina - 1912, libretto d'Àngel Guimerà, presentata nel Gran Teatre del Liceu
- Tassarba - 1916, presentata nel Gran Teatre del Liceu

#### Musica incidentale e "zarzuelas"
- Andreu el navegant[37], libretto di Josep Maria de Sagarra
- Jesús de Nazareth - 1893, dramma d'Àngel Guimerà, presentato nel Teatre Novedades di Barcellona
- Les monges de Sant Aimant[38]- 1895 (24 aprile), dramma d'Àngel Guimerà, presentato nel Teatre Novedades di Barcellona
- L'alegria que passa[15] - 1898, libretto di Santiago Rusiñol
- La nit de l'amor[17] - 1901, libretto di Santiago Rusiñol
- Cigales i formigues[39], di Santiago Rusiñol - 1901 (20 de febrer)
- Las caramellas[40] - 1902, zarzuela
- El comte Arnau[20] - 1906, libretto di Josep Carner, presentato nel Teatre Principal de Barcellona
- La Santa Espina[21] - 1906, libretto d'Àngel Guimerà, presentato nel Teatre Principal de Barcellona
- La reina vella[41] - 1908, dramma d'Àngel Guimerà, presentato nel Teatre Principal de Barcellona
- La Baldirona - 1914, zarzuela[42], libretto d'Àngel Guimerà, presentata nel Teatre Principal de Barcellona
- Baixant de la Font del Gat[29], o La Marieta de l'ull viu[43] - 1922, 15 aprile, libretto d'Amichatis i Gastó A. Màntua
- Don Joan de Serrallonga, libretto di Francesc Pujols, ispirato nell'opera omonima di Víctor Balaguer, presentata nel Teatre Tívoli di Barcellona - 1922 (7 ottobre)
- El castell dels tres dragons[44], libretto di Frederic Soler "Pitarra" e arrangiamenti di Francesc Pujols, presentata nel teatro Tívoli de Barcellona il 2 dicembre 1922.
- Sirenes i mariners[45] - 1933
- El ferrer de tall[46]- 1923
- La viola d'or[47]
- Nit de Nadal[48]

### Opere sinfoniche e da camera
- Minuet per a quartet de corda[49]-1889
- Introducció a l'Atlàntida[7], poema sinfonico -1893
- Dansa del gnoms[5]- 1893, scherzo per orchestra
- Concert per a violoncel i orquestra[50]-1917
- El poema de la Nit i el Dia i de la Terra i de l'Amor[51], poema sinfonico - 1920, parole di Joan Llongueres
- Catalònia
- Sonata per a violí i piano[52]

### Sardane
- Enyorança[19] - 1905
- L'Empordà  - 1908, basata su un poema di Joan Maragall
- Les fulles seques[27] - 1909, basata su un poema d'Àngel Guimerà
- La Baldirona (1914)
- La sardana de les monges[28] - 1919, basata su un poema d'Àngel Guimerà, presentata nel Teatre El Dorado di Barcellona per l'Orfeó Gracienc
- La sardana de la Pàtria[53] - 1921, basata su un poema di Joan Llongueres
- Baixant de la font del gat[29] - 1922
- Mar lliure[54] - 1935
- La nostra Roser[55]- 1941
- Catalunya
- Girona
- Les neus que es fonen[56]
- Serra Amunt

## Anno Morera
Nel 2015 si commemora in Catalogna, l'Anno Enric Morera. I membri che fanno parte della commissione organizzatrice sono il Consigliere di Cultura, Ferran Mascarell; il Direttore del Museu de la Música i Centre Robert Gerard, Jaume Ayats; il Direttore de l'Àrea de Música dell'ICEC, Albert Bardolet; il Direttore di Cultura Popular dell'ICUB, Francesc Fabregat; il Preside del Moviment Coral Català, Martí Ferrer; il Direttore dell'Auditori, Joaquim Garrigosa; la ripresentante della famiglia Morera, Roser Junquera; il Direttore del Palau de la Música Catalana, Joan Oller; il Direttore Generale, Lluís Puig, e la capo del Servei de Recerca i Protecció, Verònica Guarch, della Direcció General de Cultura Popular, Associacionisme i Acció Culturals; il Preside della Confederació Sardanista de Catalunya, Joaquim Rucabado e la Direttrice della Biblioteca de Catalunya, Eugènia Serra.